# Gimnasia en los Juegos Olímpicos de Pekín 2008 – Gimnasia artística concurso completo por equipo femenino
El evento de concurso completo por equipo femenino de gimnasia artística en los Juegos Olímpicos de Pekín 2008 tomó lugar el 13 de agosto en el Estadio Cubierto Nacional de Pekín.

## Equipos clasificados
Los ocho equipos clasificados fueron:
- China
- Estados Unidos
- Rusia
- Rumania
- Australia
- Francia
- Brasil
- Japón

### Clasificación
| Posición | País           |        |        |        |        | Total   |
| -------- | -------------- | ------ | ------ | ------ | ------ | ------- |
| 1        | China          | 61.825 | 62.650 | 63.050 | 60.750 | 248.275 |
| 2        | Estados Unidos | 62.225 | 61.125 | 63.400 | 60.050 | 246.800 |
| 3        | Rusia          | 60.850 | 61.775 | 62.000 | 59.775 | 244.400 |
| 4        | Rumania        | 59.725 | 58.450 | 60.950 | 59.300 | 238.425 |
| 5        | Australia      | 59.450 | 59.050 | 58.625 | 58.325 | 235.450 |
| 6        | Francia        | 58.825 | 58.525 | 58.975 | 57.550 | 233.875 |
| 7        | Brasil         | 59.450 | 58.425 | 56.675 | 59.250 | 233.800 |
| 8        | Japón          | 58.050 | 58.725 | 59.900 | 56.500 | 233.175 |

## Resultados

### Final
| Rank              | País                    | · Salto de potro | · Barras asimétricas | · Viga de equilibrio | · Suelo    | Total   |
| ----------------- | ----------------------- | ---------------- | -------------------- | -------------------- | ---------- | ------- |
|                   | China                   | 46.350 (2)       | 49.625 (1)           | 47.125 (2)           | 45.800 (1) | 188.900 |
| Yang Yilin        | 15.100                  | 16.800           |                      |                      |            | 188.900 |
| Cheng Fei         | 16.000                  |                  | 15.150               | 15.450               |            | 188.900 |
| Jiang Yuyuan      |                         | 15.975           |                      | 15.200               |            | 188.900 |
| Deng Linlin       | 15.250                  |                  | 15.925               | 15.150               |            | 188.900 |
| He Kexin          |                         | 16.850           |                      |                      |            | 188.900 |
| Li Shanshan       |                         |                  | 16.050               |                      |            | 188.900 |
|                   | Estados Unidos          | 46.875 (1)       | 47.975 (2)           | 47.250 (1)           | 44.425 (3) | 186.525 |
| Shawn Johnson     | 16.000                  | 15.350           | 16.175               | 15.100               |            | 186.525 |
| Nastia Liukin     |                         | 16.900           | 15.975               | 15.200               |            | 186.525 |
| Chellsie Memmel   |                         | 15.725           |                      |                      |            | 186.525 |
| Samantha Peszek   |                         |                  |                      |                      |            | 186.525 |
| Alicia Sacramone  | 15.675                  |                  | 15.100               | 14.125               |            | 186.525 |
| Bridget Sloan     | 15.200                  |                  |                      |                      |            | 186.525 |
|                   | Rumania                 | 45.275 (4)       | 45.000 (5)           | 46.175 (3)           | 45.075 (2) | 181.525 |
| Andreea Acatrinei |                         |                  |                      |                      |            | 181.525 |
| Gabriela Drăgoi   |                         | 14.425           |                      |                      |            | 181.525 |
| Andreea Grigore   |                         |                  |                      |                      |            | 181.525 |
| Sandra Izbaşa     | 15.100                  |                  | 15.600               | 15.550               |            | 181.525 |
| Steliana Nistor   | 15.050                  | 16.150           | 15.150               | 14.575               |            | 181.525 |
| Anamaria Tamarjan | 15.125                  | 14.425           | 15.425               | 14.950               |            | 181.525 |
| 4                 | Rusia                   | 45.425 (3)       | 46.950 (3)           | 44.900 (6)           | 43.350 (4) | 180.625 |
| 4                 | Ksenia Afanasyeva       | 15.075           | 14.925               |                      | 14.375     | 180.625 |
| 4                 | Svetlana Klyukina       | 15.150           |                      |                      |            | 180.625 |
| 4                 | Ekaterina Kramarenko    |                  | 15.575               |                      | 15.125     | 180.625 |
| 4                 | Anna Pavlova            | 15.200           |                      | 15.100               | 13.850     | 180.625 |
| 4                 | Ksenia Semenova         |                  | 16.450               | 15.225               |            | 180.625 |
| 4                 | Ludmila Grebenkova      |                  |                      | 14.575               |            | 180.625 |
| 5                 | Japón                   | 43.550 (8)       | 45.525 (4)           | 44.950 (5)           | 42.675 (8) | 176.700 |
| 5                 | Mayu Kuroda             |                  | 15.350               | 14.725               |            | 176.700 |
| 5                 | Kyoko Oshima            | 14.450           | 14.750               |                      | 14.450     | 176.700 |
| 5                 | Yu Minobe               |                  |                      |                      |            | 176.700 |
| 5                 | Miki Uemura             | 14.475           |                      |                      |            | 176.700 |
| 5                 | Yuko Shintake           | 14.625           |                      | 15.000               | 14.025     | 176.700 |
| 5                 | Koko Tsurumi            |                  | 15.425               | 15.225               | 14.200     | 176.700 |
| 6                 | Australia               | 44.150 (6)       | 43.575 (8)           | 45.900 (4)           | 42.775 (7) | 176.400 |
| 6                 | Georgia Bonora          | 14.625           |                      |                      | 14.450     | 176.400 |
| 6                 | Ashleigh Brennan        |                  |                      | 15.125               | 14.650     | 176.400 |
| 6                 | Daria Joura             |                  | 14.675               |                      |            | 176.400 |
| 6                 | Lauren Mitchell         | 14.700           |                      | 15.550               | 13.675     | 176.400 |
| 6                 | Shona Morgan            | 14.825           | 13.800               | 15.225               |            | 176.400 |
| 6                 | Olivia Vivian           |                  | 15.100               |                      |            | 176.400 |
| 7                 | Francia                 | 44.050 (7)       | 44.175 (6)           | 43.725 (8)           | 43.325 (5) | 175.275 |
| 7                 | Marine Debauve          |                  |                      | 13.975               |            | 175.275 |
| 7                 | Laetitia Dugain         |                  | 14.725               | 14.750               | 13.925     | 175.275 |
| 7                 | Katheleen Lindor        | 14.825           | 14.775               |                      |            | 175.275 |
| 7                 | Pauline Morel           |                  | 14.675               |                      | 14.625     | 175.275 |
| 7                 | Marine Petit            | 14.675           |                      | 15.000               | 14.775     | 175.275 |
| 7                 | Rose-Eliandre Bellemare | 14.550           |                      |                      |            | 175.275 |
| 8                 | Brasil                  | 44.300 (5)       | 43.700 (7)           | 43.900 (7)           | 42.975 (6) | 174.875 |
| 8                 | Jade Barbosa            | 15.025           | 14.725               | 15.300               | 14.325     | 174.875 |
| 8                 | Ethiene Franco          |                  |                      | 13.675               |            | 174.875 |
| 8                 | Laís Souza              | 14.600           | 14.350               |                      |            | 174.875 |
| 8                 | Daniele Hypólito        |                  | 14.625               | 14.925               |            | 174.875 |
| 8                 | Daiane dos Santos       | 14.675           |                      |                      | 15.275     | 174.875 |
| 8                 | Ana Cláudia Silva       |                  |                      |                      | 13.375     | 174.875 |